# Oxygonum litorale
Oxygonum litorale är en slideväxtart som beskrevs av R. A. Grah.. Oxygonum litorale ingår i släktet Oxygonum och familjen slideväxter. Inga underarter finns listade i Catalogue of Life.